# 주제주 일본 총영사관
주제주 일본국 총영사관(일본어: 在済州日本国総領事館)은 일본 정부가 대한민국 제주특별자치도 제주시에 설치한 총영사관이다. 1991년 1월 당시 개설 당시 재대한민국일본국대사관 제주주재관사무소를 시초로 설치되었다가 1997년 1월 지금의 명칭으로 승격하여 오늘에 이르고 있다. 현임 총영사는 다케다 가츠토시(일본어: 武田 克利)이다.

## 연혁
- 1991년 1월 : 주한 일본 대사관 산하 제주 주재관사무소 설치 (제주은행 광양지점 2층)
- 1992년 5월 : 제주금고 4층으로 이전
- 1997년 1월 : 주제주 일본 총영사관으로 정식 승격과 동시에 노형동으로 이전

## 관할 구역
- 제주특별자치도 (제주시, 서귀포시)[1]

## 영사 업무 시간
- 일반 업무 : 09시 15분 ~ 17시 45분
- 영사 업무 : 09시 15분 ~ 17시 00분
- 공보문화센터 : 09시 30분 ~ 17시 00분

## 휴관일
- 매주 수요일, 토요일, 일요일
- 대한민국의 공휴일 전체
- 일본의 공휴일 중 일부

## 역대 총영사

### 주한 일본 대사관 제주 주재관사무소장
1. 마치다 미쓰구(일본어: 町田 貢, 1991년 1월 ~ 1993년 9월)
2. 히사이치 쇼조(일본어: 久一 昌三, 1993년 9월 ~ 1996년 6월)
3. 시모무라 마사유키(일본어: 下村 正之, 1996년 6월 ~ 1996년 12월)

### 주제주 일본국 총영사
1. 시모무라 마사유키(일본어: 下村 正之, 1997년 1월 1일 ~ 1999년 4월 12일)
2. 사이토 아쓰시(일본어: 斎藤 篤, 1999년 4월 13일 ~ 2001년 4월 11일)
3. 와타나베 히데오(일본어: 渡邉 英雄, 2001년 4월 12일 ~ 2004년 4월 27일)
4. 오카모토 쓰요시(일본어: 岡本 毅, 2004년 4월 28일 ~ 2008년 4월 7일)
5. 요덴 유키오(일본어: 余田 幸夫, 2008년 4월 8일 ~ 2011년 5월 8일)
6. 마쓰이 사다오(일본어: 松井 貞夫, 2011년 5월 9일 ~ 2013년 5월 7일)
7. 스즈키 미쓰오(일본어: 鈴木 光男, 2013년 5월 8일 ~ 2015년 4월 5일)
8. 데라사와 겐이치(일본어: 寺澤 元一, 2015년 4월 6일 ~ 2018년 5월 8일)
9. 기타 리쓰오(일본어: 喜多 律夫, 2018년 5월 9일 ~ 2020년 4월 9일)
10. 이세키 요시야스(일본어: 井関 至康, 2020년 4월 10일 ~ 2022년 8월 8일)
11. 다케다 가츠토시 (일본어: 武田 克利, 2022년 8월 9일 ~ 현재)

## 같이 보기

### 일반 주제
- 주한 일본 대사관
- 주부산 일본 총영사관

### 제주도에 설치된 다른 영사관
- 주제주 중국 총영사관